# 磐石站
磐石站，位于中华人民共和国吉林省吉林市磐石市，是沈吉铁路上的火车站，建于1929年，由沈阳铁路局管辖。

## 車站周邊
- 磐石商贸城
- 中国邮政储蓄银行工业大厦邮政储蓄所
- 磐石市烟草专卖局

## 歷史
- 建于1929年。

## 外部連結
- 中国铁路客户服务中心 （页面存档备份，存于）

42°55′33″N 126°03′45″E / 42.9257°N 126.0625°E